# Tesla Powerwall
Powerwall es una batería de la empresa Tesla Energy, empresa estadounidense filial de Tesla, Inc., la compañía creada por Elon Musk. La batería Powerwall es una batería recargable para uso doméstico y pequeñas industrias.
Para instalaciones más grandes Tesla ofrece el Powerpack  que puede escalarse de forma indefinida hasta alcanzar capacidades de GWh.

## Powerwall 1
El 30 de abril de 2015 Tesla presentó dos sistemas de almacenamiento de energía: Powerwall y Powerpack. El Tesla Powerwall es un paquete de baterías de iones de litio usado como respaldo en la red eléctrica de un domicilio y que puede almacenar energía eléctrica proveniente de la generación de energía renovable, como instalaciones solares o eólicas, o almacenar electricidad en horario nocturno cuando la electricidad es más barata.
Puede instalarse en exteriores o interiores y no precisa un cuarto cerrado.
También permite realizar una instalación eléctrica en lugares remotos sin acceso a la red.
Tesla ofrece dos capacidades: 7 kWh y 10 kWh. Su precio es de 3 000 USD y 3 500 USD respectivamente.
El modelo de 7 kWh está optimizado para ciclos diarios mientras que el de 10 kWh está optimizado para el respaldo de energía cuando ocurren cortes de electricidad.
Trabajan en un rango de 350 a 450 Voltios y pueden entregar 5 kW de potencia continua y picos de hasta 7 kW.
La intensidad suministrada varía desde los 5,8 amperios nominales hasta los 8,6 amperios máximos.
Pesan 100 kg y sus dimensiones son 1300 mm x 860 mm x 180 mm.
Disponen de un control de temperatura y refrigeración por líquido.
El Powerwall no incluye el inversor DC-AC.
Tesla diseñó estas baterías de forma modular. Pueden conectarse hasta 9 paquetes para tener una capacidad total de hasta 90 kWh. Tesla ofrece una garantía de 10 años.

## Powerwall 2

Tesla Powerwall 2

El 28 de octubre de 2016 Elon Musk presentó el Powerwall 2 con un precio de 5500 USD. Puede abastecer una casa de 2 dormitorios durante un día y si tiene suficientes paneles solares lo puede hacer indefinidamente.
Tiene una capacidad de 14 kWh (13,5 kWh utilizables).
Puede entregar 5 kW de potencia continua y picos de hasta 7 kW.
Pesa 120 kg y sus dimensiones son 1150 mm x 755 mm x 155 mm.
Dispone de un control de temperatura y refrigeración por líquido.
El Powerwall 2  incluye un inversor interno DC-AC.
Es escalable hasta 9 unidades y tiene una garantía de 10 años.
Se puede montar en interior o exterior, en el suelo o colgado en la pared.

## Powerwall 3
Powerwall 3 comenzó a venderse en septiembre de 2023. Incluye un inversor solar integrado que soporta hasta 20 kW DC de potencia solar y es capaz de entregar 11.5 kW AC continuos.
Dispone de 6 reguladores de carga MPPT con una corriente máxima por regulador de 13 A. Un regulador MPPT es un controlador de carga que se utiliza para regular la cantidad de energía eléctrica que se suministra a una batería. En este tipo de regulador de carga lo que se consigue es ampliar el voltaje de la placa solar y aprovechar al máximo su potencia. Utilizan toda la energía que pueden suministrar los paneles solares controlando la tensión de la batería constantemente.
La potencia máxima de carga continua es de 5 kW DC.
En lugar de módulos de inversor y de batería separados, los dos están integrados en un solo dispositivo.
Tiene la capacidad de arrancar cargas pesadas de hasta 185 A LRA, como secadoras y unidades de aire acondicionado, a las que puede suministrar hasta 30 kW de potencia durante 10 segundos.
Se pueden encadenar hasta 4 unidades de Powerwall 3.
El dispositivo fue criticado por ser menos atractivo visualmente, ya que los lados de plástico negro con iluminación utilizados en el Powerwall 2 fueron reemplazados por lados de metal desnudo en el Powerwall 3.

## Modelos de Powerwall
Tesla ha ofrecido varios modelos de Powerwall desde su presentación en abril de 2015. El Powerwall original (conocido retroactivamente como Powerwall 1) tenía una capacidad de 6.4 kWh y era capaz de entregar 3.3 kW de potencia.
Tesla presentó un Powerwall 2 mejorado en octubre de 2016 con una capacidad de 13.5 kWh y capaz de entregar 5 kW de potencia de forma continua y hasta 7 kW de potencia máxima en ráfagas cortas (hasta 10 segundos). Las versiones posteriores del Powerwall 2, enviadas después de noviembre de 2020, tenían la misma capacidad, pero pueden entregar 5.8 kW de potencia de forma continua y hasta 10 kW de potencia máxima
El Powerwall+, presentado en abril de 2021, combina las funciones de un Powerwall 2, un Backup Gateway y un inversor solar.
Se pueden combinar hasta 10 unidades Powerwall 2 o Powerwall+ para ampliar la capacidad y la potencia máxima del sistema.
Powerwall 3 comenzó a venderse en septiembre de 2023. Al igual que el Powerwall+ anterior, incluye un inversor solar integrado, pero en lugar de conjuntos solares y de batería separados, los dos están integrados en un solo dispositivo.
| Modelo                      | Presentado      | Precio (USD)       | Capacidad (kWh) | Potencia máxima                       | Potencia máxima                     | Potencia máxima         | Peso              | Dimensiones, Altura x Anchura x Profundidad | Temperatura de operación              | Ciclos (durante 10 años de garantía) |
| Modelo                      | Presentado      | Precio (USD)       | Capacidad (kWh) | Pico                                  | continua (10 segundos)              | Amperios a rotor parado | Peso              | Dimensiones, Altura x Anchura x Profundidad | Temperatura de operación              | Ciclos (durante 10 años de garantía) |
| --------------------------- | --------------- | ------------------ | --------------- | ------------------------------------- | ----------------------------------- | ----------------------- | ----------------- | ------------------------------------------- | ------------------------------------- | ------------------------------------ |
| Powerwall 1 (descatalogado) | Abril 2015      |                    | 7               | 2 kW                                  | 2 kW                                | Desconocido             | 95 kg (209,4 lb)  | 1300 x 860 x 180 mm (51,2 x 33,9 x 7,1 plg) | −20 a 43 grados Celsius (−4 a 109 °F) | 5000                                 |
| Powerwall 1 (descatalogado) | Abril 2015      | 3000               | 7               | 3.3 kW                                | 3.3 kW                              | Desconocido             | 95 kg (209,4 lb)  | 1300 x 860 x 180 mm (51,2 x 33,9 x 7,1 plg) | −20 a 43 grados Celsius (−4 a 109 °F) | 5000                                 |
| Powerwall 1 (descatalogado) | Abril 2015      |                    | 10              | 6.6 kW                                | 6.6 kW                              | Desconocido             | 101 kg (222,7 lb) | 1300 x 860 x 180 mm (51,2 x 33,9 x 7,1 plg) | −20 a 43 grados Celsius (−4 a 109 °F) | 5000                                 |
| Powerwall 2                 | Octubre 2016    | 5500, después 6500 | 13.5 (usable)   | 5 kW                                  | 7 kW                                | Desconocido             | 114 kg (251,3 lb) | 1150 x 750 x 140 mm (45,3 x 29,5 x 5,5 plg) | −20 a 50 grados Celsius (−4 a 122 °F) |                                      |
| Powerwall 2                 | Noviembre 2020  | 7500               | 13.5 (usable)   | 5.8 kW                                | 10 kW                               | 106A                    | 114 kg (251,3 lb) | 1150 x 750 x 140 mm (45,3 x 29,5 x 5,5 plg) | −20 a 50 grados Celsius (−4 a 122 °F) |                                      |
| Powerwall+                  | Abril 2021      | 8500               | 13.5 (usable)   | 5.8 kW (sin sol) 7.6 kW (a pleno sol) | 10 kW (sin sol) 22 kW (a pleno sol) | 118A                    | 156 kg (343,9 lb) | 1596 x 755 x 160 mm (62,8 x 29,7 x 6,3 plg) | −20 a 50 grados Celsius (−4 a 122 °F) |                                      |
| Powerwall 3                 | Septiembre 2023 | 7300               | 13.5            | 11.5 kW                               | 30 kW                               | 185A                    | 130 kg (286,6 lb) | 1099 x 609 x 193 mm (43,3 x 24,0 x 7,6 plg) | −20 a 50 grados Celsius (−4 a 122 °F) |                                      |

1. ↑  Instalación no incluida

## Powerpack
Para instalaciones más grandes Tesla ofrece el Powerpack de 100 kWh de capacidad y que puede escalarse de forma indefinida hasta alcanzar capacidades de GWh.
El diseño exterior lo realizó Franz von Holzhausen.
Tesla liberará las patentes de sus sistemas de almacenamiento de energía siguiendo su política de open source.

## Powerpack 2

Tesla PowerPack 2

El 28 de octubre de 2016 Elon Musk presentó el Powerpack 2 con una capacidad de 210 kWh de capacidad y una salida de 50 kW. Puede escalarse de forma indefinida hasta alcanzar capacidades de GWh.
Se integra directamente en la red eléctrica. En esa fecha Southern California Edison estaba construyendo una instalación de 80 MWh con ese sistema. En Hawái se estaba construyendo otra instalación de 52 MWh.

## Especificaciones Powerpack
| Modelo      | Tecnología     | Capacidad (kWh) | Wh por USD | USD por kWh | Temperatura operativa | Peso    | Dimensiones, Alto × ancho × prof. |
| ----------- | -------------- | --------------- | ---------- | ----------- | --------------------- | ------- | --------------------------------- |
| Powerpack 1 | Iones de litio | 100             | 2,13       | 470         | -                     | -       | 555 cm × 209 cm × 332 cm          |
| Powerpack 2 | Iones de litio | 210             | 2,51       | 398         | −30 °C a 50 °C        | 1622 kg | 555 cm × 209 cm × 332 cm          |

## Megapack
El 29 de julio de 2019 Tesla lanzó el Megapack que combina hasta 3 MWh de capacidad y un inversor de 1.5 MW. Se fabrica basándose en la ingeniería del Powerpack con una interfaz de corriente alterna y un aumento del 60% en la densidad energética para conseguir reducciones de costes y tiempo en la construcción. Tesla afirmó que podía instalar una planta de 250 MW y 1 GWh en menos de 3 meses comparado con los 12 meses que duraba la instalación de una planta similar de combustible fósil.
Tesla usará 400 Megapacks con una capacidad total de 1.2 GWh  en su proyecto de Moss Landing en California con PG&E.

## Fabricación
Las unidades de almacenamiento Powerwall y Powerpack se fabricaron en la fábrica de Tesla en Fremont, California, durante 2015 y en la Gigafábrica de Reno, Nevada a partir de 2016.
Según Elon Musk para cubrir la generación de energía sostenible de Estados Unidos se necesitarían sólo 160 millones de Powerpacks para un total de 16 000 GWh. Y para todo el mundo se precisarían 900 millones de Powerpacks para un total de 90 000 GWh. Para cubrir la generación de energía, transporte y calefacción de todo el mundo se necesitarían 2 000 millones de Powerpacks para un total de 200 000 GWh.
El 7 de mayo de 2015 ya habían sido reservadas 38 000 unidades de Powerwall y 2 500 unidades de Powerpack, 63 000 unidades Powerwall en total, por un valor total de  800 millones USD.
Hasta julio de 2015 ya habían sido reservadas 100 000 unidades de Powerwall (incluyendo las unidades para Powerpack), por un valor total de 1000 millones USD.

## Instalaciones
El dispositivo se vende a compañías instaladoras, incluyendo SolarCity. En junio de 2015 SolarCity estaba realizando un proyecto piloto en 500 casas de California, utilizando baterías de 10 kWh.
En junio de 2015 Amazon Web Services estaba instalando un proyecto piloto de almacenamiento de baterías de 4,8 MWh en el norte de California.
En junio de 2015 Oncor estaba realizando un proyecto de almacenamiento en micro red escalable.
En junio de 2015 Southern California Edison estaba trabajando en 3 proyectos de demostración para sistemas residenciales y comerciales.
En junio de 2015 SoCore Energy estaba instalando en el sur de California un sistema de 400 kW y otro de 600 kW. Los sistemas se cargarán con electricidad barata en períodos valle nocturnos.
En noviembre de 2016 en Hawái se estaba construyendo otra instalación de 52 MWh.

### Southern California Edison
En 2017 en Santa Ana, California, Tesla construyó un proyecto de 50 Powerwall 2, 250 kW y 675 kWh con un coste de 4 millones de USD.
SolarCity instaló en 50 casas paneles solares, inversores inteligentes, baterías y termostatos controlables. Estas casas inteligentes pueden responder flexiblemente a las condiciones de la red para entregar o recibir electricidad de la red de forma autónoma.

### Samoa
En diciembre de 2016 se terminó una instalación en la isla de Ta'u (Samoa) consistente en 5328 paneles fotovoltaicos que suministran 1,4 MW a 60 PowerPacks de 100 kWh sumando una capacidad total de almacenamiento de 6 MWh. La isla puede mantener el suministro durante 3 días completos sin sol. Con 7 horas de sol el sistema se recarga al 100% de su capacidad. Hasta entonces la isla producía su electricidad con generadores diésel y cada uno consumía 414 500 litros de diésel al año.
En julio de 2018 Tesla puso en funcionamiento dos nuevos proyectos con Powerpacks en la estación eléctrica de Fiaga y en Aeropuerto Internacional de Faleolo en la isla principal de Samoa con un total de 13.5 MWh de capacidad de almacenamiento de energía y un coste de 8,8 millones de USD.

### Mira Loma en California
En febrero de 2017 se puso en funcionamiento la subestación californiana de Mira Loma de la compañía  Southern California Edison. Era la mayor instalación de baterías de iones de litio hasta la fecha. Se instaló en 94 días. Estaba formada por 396 PowerPacks con una capacidad total de 80 MWh. Proporciona una potencia de 20 MW suficiente para suministrar electricidad a 2500 casas durante un día o 15 000 casas durante 4 horas.

### Connecticut Municipal Electric Energy Cooperative
En Norwich Connecticut, Estados Unidos, Tesla y SolarCity se asociaron con Brightfields Development para construir una planta solar de 15 MW y un sistema de almacenamiento de 1.5 MW/6.0 MWh con baterías,
Las baterías se usan para almacenar la electricidad generada durante las horas valle y más tarde se vierte en los momentos de mayor demanda de energía. Esto trata de evitar la compra de electricidad a otras centrales en los picos de demanda.

### Sur de Australia
Tras unos apagones en el Sur de Australia su gobierno pidió a Tesla una oferta de PowerPacks y el 10 de marzo de 2017 Elon Musk puso un tuit:

‘Tesla will get the system installed and working 100 days from contract signature or it is free. That serious enough for you?‘
‘Tesla tendrá el sistema instalado y funcionando a los 100 días de la firma del contrato. En caso contrario será gratis. ¿Es lo bastante serio para usted?’

El precio ofertado era de 250 USD/kWh para sistemas de 100 MW o superiores.
El 7 de julio de 2017 el gobierno del Sur de Australia anunció que Tesla construiría una planta de baterías de 100 MW como parte de su plan de aseguramiento de energía.
En diciembre de 2017 Tesla finalizó la instalación de 129 MWh de baterías, triplicando la potencia instalada de la mayor instalación de baterías del mundo hasta entonces.
En el primer año de funcionamiento ahorró 40 millones de USD y ayudó a estabilizar la red eléctrica de la región.
Elon Musk afirmó que para producir toda la energía consumida por Australia bastaría un área de 1890 km² de paneles solares y una superficie de 7,1 km² ocupada por baterías.
Hasta abril de 2018 Tesla había instalado 373 MWh de almaceramiento por baterías, siendo su mayor proyecto el de 129 MWh en
South Australia que se terminó a finales de 2017.